# Bengál uhu
A bengál uhu (Bubo bengalensis) a madarak osztályának bagolyalakúak (Strigiformes) rendjébe és a bagolyfélék (Strigidae) családjába tartozó faj.

## Rendszerezése
A fajt James Franklin brit katona és ornitológus írta le 1831-ben, az Otus nembe Otus bengalensis néven. Sorolták az uhu (Bubo bubo) alfajként is, Bubo bubo bengalensis néven.

## Előfordulása
Dél-Ázsiában, Banglades, India, Mianmar, Nepál és Pakisztán területén honos. Természetes élőhelyei a szubtrópusi és trópusi száraz erdők és cserjések, barlangok és sziklás környezet, valamint ültetvények és szántóföldek. Állandó, nem vonuló faj.

## Megjelenése
Testhossza 56 centiméter.
|  |

## Természetvédelmi helyzete
Az elterjedési területe rendkívül nagy, egyedszáma pedig stabil. A Természetvédelmi Világszövetség Vörös listáján nem fenyegetett fajként szerepel.